# پرچم استان کانتابریا
پرچم استان کانتابریا در ۲۲ دسامبر ۱۹۸۴ پذیرفته شد.